# زواج المثليين في كوليما
أصبح زواج المثليين قانونيا في الولاية المكسيكية كوليما في 12 يونيو 2016. في 25 مايو 2016، أقر كونغرس كوليما مشروع قانون يشرع زواج المثليين في الولاية وتم نشره كقانون في الجريدة الرسمية للولاية في 11 يونيو 2016. دخل القانون حيز التنفيذ في اليوم التالي.

## تاريخ

### الاتحاد المدني
في 4 يوليو 2013، وافق كونغرس الولاية على تعديل للمادة 147 من دستور الولاية لتشريع الاتحادات المدنية المثلية (بالإسبانية: enlace conyugal)‏. خلال 30 يومًا، أقرت سبع من بلديات كوليما العشر التغيير الدستوري. تم تقديم استئناف للتغييرات ووافقت المحكمة العليا في أغسطس 2014 على إعادة النظر فيه. بدأت المداولات في المحكمة العليا في سبتمبر 2014 لتحديد ما إذا كان القانون المدني الجديد الذي ينص فقط على «الاتحاد» للأزواج المثليين و «الزواج» للأزواج المغايرين كان تمييزًا بسبب التوجه الجنسي. في 18 مارس 2015، أعلن قاضي المقاطعة أن «المعاملة المنفصلة ولكن المتساوية معاملة تمييزية» وغير دستورية. كما جاء في القرار أن المادة 201 من القانون المدني، التي حددت الأدوار الجندرية للرجال والنساء، كانت تمييزية وأكد مجددًا أن التبني المفتوح للأزواج المغايرين يجب أن يكون مفتوحًا أيضًا للأزواج المثليين. بعد فترة وجيزة من الحكم، أعلنت جمعية محلية لحقوق المثليين أنها ستساعد أي زوجين انضموا إلى اتحاد مدني على الحصول على شهادة زواج. استأنفت الولاية الحكم وفي 17 يونيو 2015، وافقت المحكمة العليا المكسيكية على أن قوانين الاتحاد المدني «منفصلة لكن متساوية» غير دستورية. وأعلنت الولاية لاحقًا أنه سيتم إلغاء قانون الاتحاد المدني.
في 5 مايو 2016، ألغى كونغرس كوليما بالإجماع قانون الشراكة الخاص بهم من خلال إصلاح المادة 147. جميع الشراكات السابقة التي تم تنفيذها قبل إلغاء تشريع الاتحاد المدني معترف بها من قبل الولاية ويمكن تحويلها إلى زواج عند الطلب.

### زواج المثليين

#### الأوامر القضائية
في 22 كانون الثاني/يناير 2013، تلقى أمين السجل المدني في كواوتيموك طلبًا من زوجين مثليين للزواج. بعد قيام فريق من المحامين بمراجعة الالتماس في 27 فبراير 2013، استنادًا إلى إعلان عدم دستورية القوانين التمييزية، منح رئيس بلدية فيزكاينو إنديرا سيلفا، من بلدية كواوتيموك، أول رخصة زواج المثليين في كوليما. في 25 مارس 2013، وقعت حالة زواج المثليين (وأول زواج بين المثليات). عقد حالة زواج المثليين ثالثة في كواوتيموك في 4 أبريل 2013 لزوجتين مثليتين وأعلن المسجل في ذلك الوقت أنه كان من المقرر عقد 20 إلى 30 زواجًا على التقويم. في 9 يونيو 2013، مُنح زوجان مثليان أمرًا للزواج في مدينة كوليما.
في 14 يونيو 2013، قضت القاضية روزا ليليا فارغاس فالي، من المحكمة المحلية الثانية، بأن قانون كوليما المدني غير دستوري في الحد من الزواج إلى الأزواج المغايرين.

#### الحظر الدستوري
في 4 يوليو 2013، وافق كونغرس الولاية على تعديل للمادة 147 من دستور كوليما الذي يحدد الزواج باعتباره الاتحاد بين رجل وامرأة، وبالتالي يحظر دستوريًا زواج المثليين جنسياً (ولكن التعديل يشرع كذلك الاتحادات المدنية المثلية).
في 5 مايو 2016، ألغى كونغرس الولاية بالإجماع الحظر الدستوري لكوليما على زواج المثليين. ما مهد الطريق لإقرار مشروع قانون يقر زواج المثليين في الولاية.

#### التشريعات
بعد صدور حكم المحكمة العليا المكسيكية في 17 يونيو 2015 الذي ينص على أن المعاملة «المنفصلة ولكن المتساوية» للأزواج المثليين تمييزية وغير دستورية، قدم حزب الثورة الديمقراطية مشروع قانون زواج المثليين. سيسمح القانون أيضًا للأزواج المثليين بتبني الأطفال بشكل مشترك.
كان من المقرر إجراء تصويت على التشريع في مايو 2016. تمت الموافقة على مشروع القانون في 25 مايو 2016 في تصويت بالإجماع 24 صوتا لصالح مقابل عدم تصويت أي عضو ضد (24-0). تم نشره في الجريدة الرسمية للولاية في 11 يونيو 2016 ودخل حيز التنفيذ في اليوم التالي.
| الحزب                     | الأعضاء | لصالح | ضد | لم يصوت | غائب |
| ------------------------- | ------- | ----- | -- | ------- | ---- |
| حزب العمل الوطني          | 13      | 13    |    |         |      |
| الحزب الثوري المؤسساتي    | 8       | 7     |    |         | 1    |
| حركة المواطنين            | 1       | 1     |    |         |      |
| حزب التحالف الجديد        | 1       | 1     |    |         |      |
| حزب العمال المكسيكي       | 1       | 1     |    |         |      |
| حزب الخضر البيئي المكسيكي | 1       | 1     |    |         |      |
| العدد الإجمالي            | 25      | 24    |    |         | 1    |

## الرأي العام
وجد استطلاع للرأي عام 2017 أجرته مؤسسة مجلس الاتصالات الاستراتيجية أن 47% من سكان كوليما يؤيدون زواج المثليين. كان 47% يعارضون ذلك.
وفقًا لمسح أجرته في عام 2018 أجراه المعهد الوطني للإحصاء والجغرافيا، عارض 39% من سكان كواويلا زواج المثليين.